# Meneci (fill d'Àctor)
Meneci (en grec antic Μενοίτιος, Menoítios), va ser un heroi grec, pare de Pàtrocle i fill d'Àctor i d'Egina. Egina havia tingut un fill amb Zeus, Èac, l'avantpassat d'Aquil·les, i després es casà amb Àctor. Això creava un parentesc entre Aquil·les i Pàtrocle.
Meneci vivia a Opunt, i havia enviat el seu fill a la cort de Peleu. Allà Pàtrocle va matar per accident un dels seus companys anomenat Clèsonim, mentre jugava als daus.
La mare de Pàtrocle i esposa de Meneci és Estènele, filla d'Acast. De vegades però, en lloc d'Estènele se li atribueix per esposa Periopis, filla de Feres, o Polimela, filla de Peleu, cosa que faria que Pàtrocle fos cosí germà d'Aquil·les.
Meneci figura a la llista de l'expedició dels argonautes, però no té cap paper rellevant. També diu la tradició que va ser el primer a Opunt a retre honors divins a Hèracles. I que una filla seva, Mirto, havia donat una filla, Euclea, a Hèracles. Aquesta Euclea era venerada pels beocis i els locris amb el nom d'Àrtemis Euclea.